# Arnold Baert
Arnold Baert (Brussel 1554 - Mechelen 29 mei 1629) was een rechtsgeleerde in de Spaanse Nederlanden en hoogleraar feodaal recht aan de universiteit van Keulen.

## Levensloop
Zijn ouders waren Nicolas Baert, belastingontvanger, en Anne Vanden Heetvelt, ook geschreven Van den Eetvelde. De ouders behoorden tot patriciërsfamilies in Leuven en Brussel. Arnold Baert studeerde artes aan de universiteit van Leuven en doctoreerde vervolgens in de rechten aan de universiteit van Douai (1576). Vanaf 1579 tot 1585 was hij hoogleraar recht aan de universiteit van Keulen. Hij doceerde er feodaal recht en publiceerde in Keulen. 
In 1585 keerde hij terug naar Brussel, op vraag van de hertog van Parma Alexander Farnese, landvoogd der Nederlanden. Hij werd er achtereenvolgens schepen op de schepenbank van Brussel (1585-1588) en de Grote Raad van Mechelen (1588-1629). In de Grote Raad kon hij de anderen overtuigen met zijn juridische kennis of ook, simpelweg, met zijn geheugen door wetteksten uit het hoofd op te zeggen. Hij stierf in 1629 in Mechelen, en werd er begraven in de Sint-Janskerk.

## Publicaties
- Repetitiones ex thesibus et hypothesibus (1579): een verzameling van 3 thesissen vol met juridische vraagstukken
- Aurea praxis criminalis (1580)
- Apparatus in usus et consuetudines feudorum (1582)